# Anne Fassio
Anne Fassio est une actrice et réalisatrice française née en 1964.

## Filmographie

### Actrice
- 1997 : La Leçon de tango de Sally Potter
- 2001: J'ai faim !!! de Florence Quentin
- 2005 : L'Annulaire de Diane Bertrand
- 2005 : Les Enfants de Christian Vincent

### Actrice et réalisatrice
- 2002 : Mes copines (court-métrage)
- 2007 : Je déteste les enfants des autres
- 2012 : Ma bonne étoile
- 2020 : Plus belle la vie
- 2024 : Les Bois assassins